# کونفلنتی
کونفلنتی (به ایتالیایی: Conflenti) یک کومونه در ایتالیا است که در استان کاتانزارو واقع شده‌است.

## خصوصیات
کونفلنتی ۳۱ کیلومترمربع مساحت و ۱٬۴۱۳ نفر جمعیت دارد و ۵۵۰ متر بالاتر از سطح دریا واقع شده‌است.